# Oh No (Xiu Xiu)
Oh No è il quattordicesimo album in studio del gruppo musicale statunitense Xiu Xiu, uscito nel 2021 per Polyvinyl Records. Si tratta di un album interamente costituito da featuring con artisti, stimatissimi dal cantante Jamie Stewart, che hanno "rivoluzionato",a suo dire, la sua visione del genere umano.

| Recensione      | Giudizio |
| --------------- | -------- |
| AnyDecentMusic? | 67/100   |
| AllMusic        |          |
| Metacritic      | 73/100   |
| Pitchfork       | 7.0/10   |
| Paste           | 6.9/10   |
| MusicOMH        |          |

## Tracce
1. Sad Mezcalita (feat. Sharon Van Etten) - 4:00
2. I Cannot Resist (feat. Drab Majesty) - 3:30
3. The Grifters (feat. Haley Fohr) - 3:12
4. Goodbye for Good (feat. Greg Saunier) - 4:17
5. Oh No (feat. Susanne Sachsse) - 2:37
6. Rumpus Room (feat. Liars) - 3:44
7. Fuzz Gong Fight (feat. Angela Seo) - 3:47
8. I Dream of Someone Else Entirely (Owen Pallet) - 2:54
9. One Hundred Years (feat. Chelsea Wolfe) (The Cure cover) - 6:26
10. A Classic Screw (feat. Fabrizio Modonese Palumbo) - 3:19
11. It Bothers Me All The Time (feat. Shearwater) - 5:28
12. Saint Dymphna (feat. Twin Shadow) - 4:04
13. Knock Out (feat. Alice Bag) - 2:56
14. A Bottle of Rum (feat. Grouper) - 3:11
15. Ants (feat. Valerie Diaz) - 0:15

## Formazione

### Musicisti
- Jamie Stewart - voce, autoharp, banjo, batteria, chitarra, basso, mandolino, organo, percussioni,  campionatore, stilofono, sintetizzatori, viola, xilofono, composizione, bajo quinto
- Angela Seo - armonium, pianoforte, voce, percussioni, sintetizzatori, composizione
- Greg Saunier - piatti, chitarra, basso, campionatore, voce
- Zachary Dawes - contrabbasso, basso
- John Congleton - optigan, basso
- David Kendrick - bonghi, percussioni, batteria
- Twin Shadow - sassofono, voce
- Jherek Bischoff - contrabbasso
- Sharon Van Etten - voce
- Grouper - voce
- Gwendolyn Sanford - voce
- Susanne Sachsse - voce
- Chelsea Wolfe - voce
- Fabrizio Modonese Palumbo - voce
- Jonathan Meiburg - voce
- Angus Andrew - voce
- Alice Bag - voce
- Deb Demure - voce
- Valerie Diaz - voce
- Haley Fohr - voce

### Personale tecnico
- Angela Seo - produzione
- Alan Douches - masterizzazione
- Greg Saunier - produzione
- Lawrence English- produzione